# Frederik Carel Gerretson

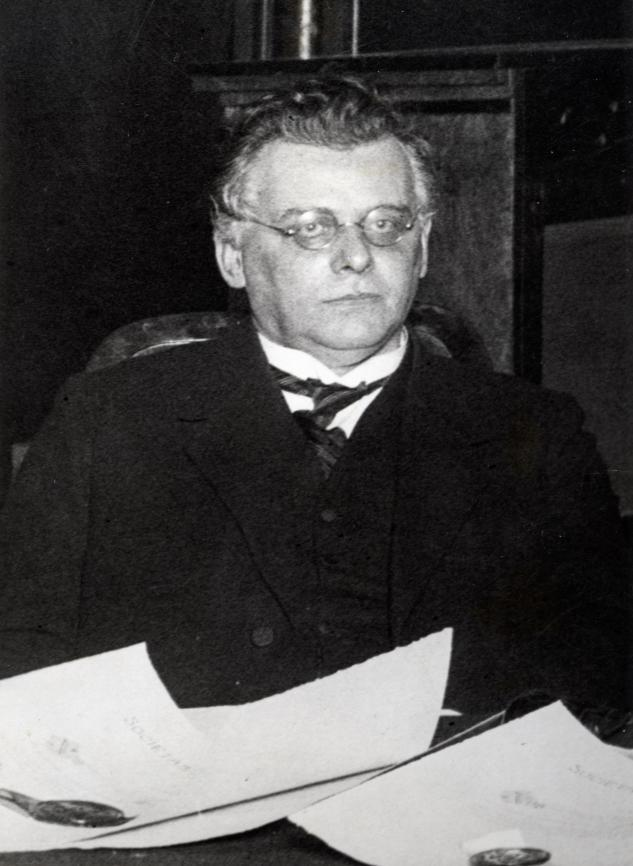
Frederik Carel Gerretson

Frederik Carel Gerretson, Pseudonym Geerten Gossaert (* 9. Februar 1884 in Kralingen, heute Teil von Rotterdam; † 27. Oktober 1958 in Utrecht), war ein niederländischer Historiker, Dichter und Politiker. 

## Beruf und Politik
Gerretson studierte ab 1907 Soziologie in Brüssel. In Belgien kam er in Kontakt mit der Flämischen Bewegung und wurde gemeinsam mit Geyl zu einem der einflussreichsten Vertreter des Groß-Niederlande-Gedankens, der Idee einer Vereinigung der Niederlande mit Flandern („Groot-Nederland“).
Ab 1913 war Gerretson Beamter im niederländischen Kolonialministerium. Nach Beginn des Ersten Weltkrieges arbeitete er eng mit der deutschen Gesandtschaft in Den Haag zusammen, die im Rahmen der Flamenpolitik flämische Exilanten zu beeinflussen versuchte. Mit deutscher Hilfe gelang es ihm u. a. die Zeitung De Vlaamsche Stem unter seine Kontrolle zu bringen. Da sein Brüssler Doktorvater sich aufgrund dieser politischen Aktivitäten weigerte seine Promotion weiter zu betreuen, promovierte er durch Vermittlung der deutschen Gesandtschaft bei dem Heidelberger Historiker Eberhard Gothein über Die Funktion des Staates und die Wirtschaftsform bei den niederen Jägervölkern.
Ab 1917 arbeitete Gerretson für die Bataafsche Petroleum Maatschappij, eine Tochtergesellschaft von Shell und bereiste in dieser Funktion die verschiedenen Produktionsstätten des Unternehmens, insbesondere im damaligen Niederländisch-Indien. Ab 1925 wurde er Professor für die Geschichte Niederländisch-Indiens an der Universität Utrecht. Seine Hauptwerke als Historiker sind eine fünfbändige Geschichte des Unternehmens Shell sowie eine zweibändige Geschichte der Belgischen Revolution von 1830.
Gerretson gründete 1925 die Nationale Unie, deren Vorsitzender er 1931 wurde und spielte eine wichtige Rolle in der Kampagne gegen den Belgisch-Niederländischen Vertrag, der u. a. die gemeinsame Kontrolle der Scheldemündung und den Bau des Schelde-Rhein-Kanals vorsah. 1934 verließ er die Nationale Unie, nachdem Beamten die Mitgliedschaft in faschistischen Organisationen verboten worden war. Während der deutschen Besatzung der Niederlande ab Mai 1940, zog er sich ins Privatleben zurück.
Nach dem Zweiten Weltkrieg kehrte Gerretson in die Politik zurück und trat vor allem mit Kritik an der Politik in Niederländisch-Indien hervor. Von 1951 bis 1956 vertrat er die CHU in der Ersten Kammer der Generalstaaten.

## Schriftstellerisches Wirken

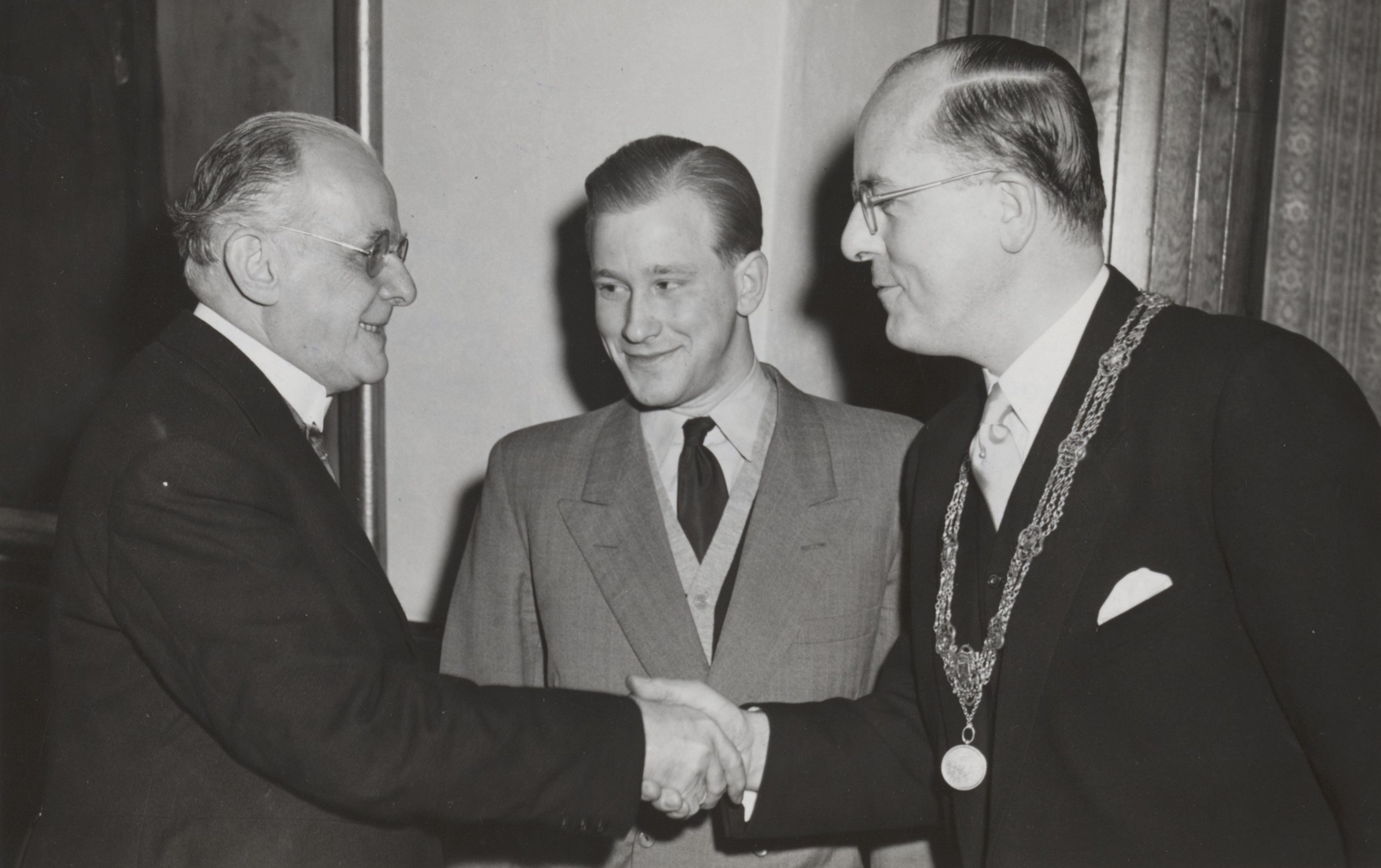
Gerretson bei der Verleihung des Constantijn Huygensprijs, 1950

1911 erschien unter dem Pseudonym Geerten Gossaerts in Brüssel sein erster Gedichtband Experimenten, der begeisterte Kritiken erhielt. Gerretson wurde anschließend mit den Dichtern J.C. Bloem, P.N. van Eyck und A. Roland Holst zur Generation von 1910 gerechnet („De generatie van 1910“). Der Band erlebte mehrere Neuauflagen, wobei er bis zur elften Auflage jeweils um neue Gedichte erweitert wurde. Gerretson publizierte 1947 einige Essays und war Mitherausgeber mehrerer Zeitschriften. Für sein Gesamtwerk erhielt er 1950 den Constantijn Huygensprijs.

## Werke (Auswahl)
- Experimenten (1911)
- Schriftlicher Nachlass [Guillaume Groen van Prinsterer], herausgegeben gemeinsam mit Adriaan Goslinga (1925)
- Nederland, Vlaanderen, België : memories en vertoogen (1927)
- Geschiedenis der ‚Koninklijke‘, 5 Bände (1932–1973), Geschichte von Shell
- History of the Royal Dutch (1953–1957)
- Muiterij en scheuring, 1830 (1936)
- Verzamelde werken, 7 Bände, herausgegeben von G. Puchinger (1973–1987)
- Briefwisseling Gerretson-Geyl, 5 Bände, herausgegeben von P. Van Hees und G. Puchinger (1979–1981)
- Briefwisseling Gerretson-Van Eyck, herausgegeben von P. Van Hees und G. Puchinger (1984)